# Lunds stadskärna

Karta över stadskärnan med kvartersnamnen utmärkta

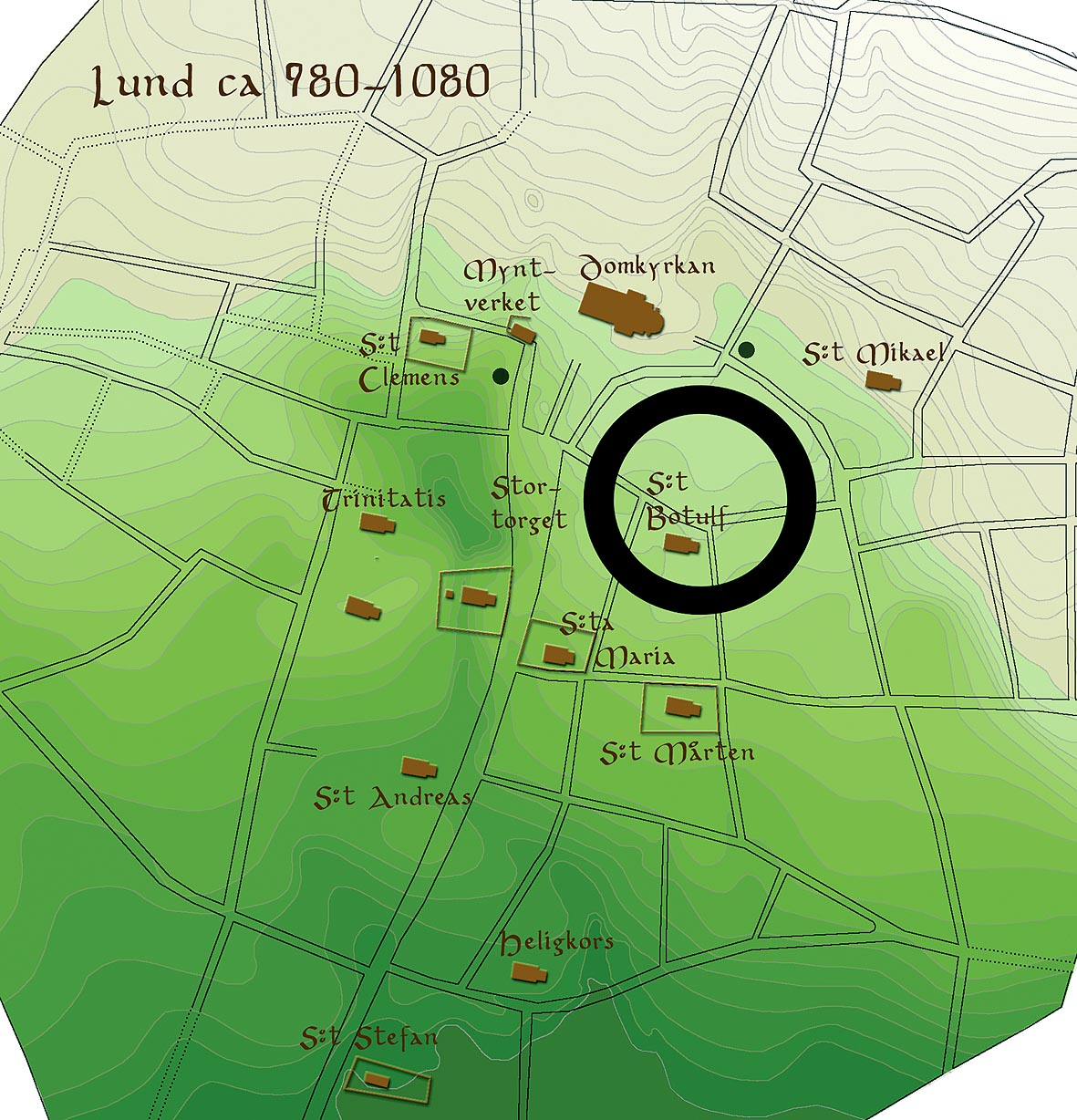
Det äldsta Lund med ursprungstopografi och kyrkor. Ett tänkbart läge för en av Harald Blåtands trelleborgar är inlagd. Sven Rosborn 2004.

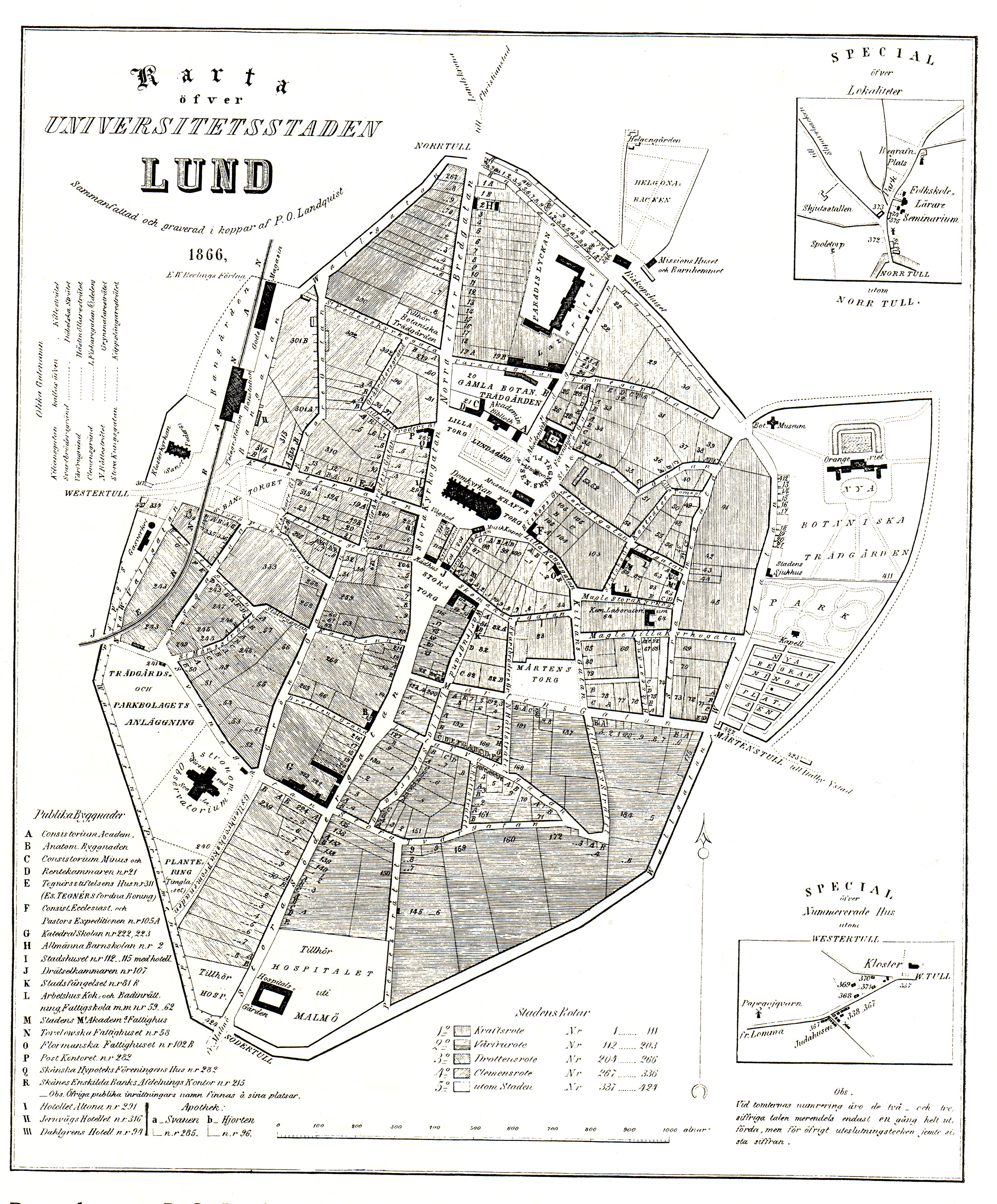
Karta över universitetsstaden Lund 1866, gatunamnet Clementsgränd utskrivet. På kartan kan även andra försvunna gatunamn ses: Lilla Kyrkogatan, Blåsegränd (Laboratoriegatan) och Kosträtet (Hjortgatan).

Lunds stadskärna är en benämning på de äldsta och mest centrala delarna av staden Lund, närmare bestämt de delar av staden som ligger inom den medeltida stadsvall som tidigare omgav staden och som till viss del fortfarande märks av de vallgator som löper längs med vallens gränser. Stadsbebyggelsen höll sig inom vallens gränser ända in på 1800-talet. Längs med vallen går idag Södra Esplanaden, Östra Vallgatan, Biskopsgatan och Sankt Laurentiigatan. Gatunätet är i stort sett oförändrat sedan medeltiden. Genom staden, från norr till söder, löper ett huvudstråk bestående av Bredgatan, Kyrkogatan och Stora Södergatan. I öst-västlig riktning finns ingen sådan genomträngande gata, men några av de trafikerade gator som går från öst till väst är Sankt Petri kyrkogata, Lilla Fiskaregatan och Klostergatan i stadskärnans västra sida samt Östra Mårtensgatan och Västra Mårtensgatan på östra sidan.
Sedan 2014 finns det i Lund även en av byggnadsnämnden fastställd stadsdel kallad Stadskärnan. Dess gränser stämmer inte helt överens med den medeltida stadskärnans utan är justerade med hänsyn till hur gatunätet förändrats under 1800- och 1900-tal, i synnerhet i de östra och norra delarna.

## Historik
Mer övergripande förändringar i Lunds gatunät har varit mycket få sedan medeltiden. Den äldsta "nyare" gatan är Kattesund som skapades i och med reformationen 1536. Detta innebar att Sankt Drottens kyrka, som legat på platsen tidigare, revs. Sveriges riksdag hade 1641 bestämt att gatunätet i äldre städer skulle moderniseras och att gatunätet skulle regleras i rutnät. Efter Freden i Roskilde beslöts att även de forna danska städerna skulle gaturegleras. Sådana förändringar gjordes i bland annat Uppsala, men i Lund genomfördes inte dessa planer. Flera förslag från 1680-talet finns dock bevarade. Endast Kyrkogatan kom till utförande 1702.
År 1678 härjade en omfattande brand i Lund. En följd av detta var att gatan Ljusesträtet, som sträckte sig mellan Paradisgatan och Östra Vallgatan, revs strax efter branden och införlivades i Paradislyckan öster därom. Branden gjorde också frågan om gatureglering aktuell och generalguvernören Erik Dahlbergh lät 1680 utföra en karta med drastiska förslag på förändringar av Lunds gator inom vallarna. År 1702 realiserades ett av dessa förslag, när Kyrkogatan skapades. Kyrkogatans tillkomst gjorde Lundagård något bredare och under 1740-talet anlades Lilla torg på denna plats. Därmed fick det gamla torget namnet Stora torg – ett namn som senare ändrats till Stortorget.
Med tiden uppstod ett tryck från handeln för ökat torgutrymme. Detta ledde till att Stora torg breddades på 1830-talet i samband med byggandet av rådhuset. År 1840 anlades Mårtenstorget. Under 1800-talets första del förändrades även domkyrkoplatsen genom att man rev muren runt Lundagård och flera gamla hus försvann därför. År 1832 skapades Krafts torg på en tidigare kyrkogård. När AF-borgen byggts 1851, anlades Tegnérplatsen söder därom. Den västligaste delen av Lund genomgick omfattande förändringar i samband med järnvägens ankomst 1856. Därmed skapades Bantorget, Bangatan och Nygatan. Västergatan som tidigare tillsammans med Klostergatan hade varit huvudstråken för trafik väster om stan skars av vid järnvägen. En viadukt byggdes vid Svanegatan 1876 och en plankorsning anlades vid Trollebergsvägen vid Bantorget, vilken blev planskild 1931.
På 1870-talet skapades ett nytt bostadsområde med nytt gatunät söder om Stora Tvärgatan. Det kallades Nya staden, men är även känt under namnet Nöden. På 1890-talet skapades Clemenstorget och Sankt Laurentiigatan i nordväst. År 1895 byggdes Råbygatan ut från Stora Tvärgatan till Södra Esplanaden. Denna sträckning var medeltida, men lades igen på 1600-talet.
År 1904 tillkom Skolgatan och 1905 försvann den del av Västergatan som låg väster om järnvägen. Åren 1906-1907 skapades Magnus Stenbockgatan och Gyllenkroks allé i sydväst.
År 1913 försvann Lilla Kyrkogatan, som låg norr om Stortorget, för att delvis bebyggas med en fastighet åt Sydsvenska banken. Till följd av Lunds lasarettetts utbyggnad mot norr, genom tillkomsten av Kirurgiska polikliniken (1916-1918) och gamla Centralköket (1929, nuvarande Theologicum) försvann större delen av Norra Vallgatan. På 1920-talet byggdes två gator mellan Stora Södergatan och Prennegatan: Tullgatan och Helgeandsgatan. På 1930-talet gjordes en genombrytning mellan Stora och Lilla Tvärgatan som skulle förena Bankgatan med en gata söder därom, Östergatan. På 1930-talet anlades även Botulfsplatsen och Botulfsgatan, vilket förändrade kringliggande kvarter i hög grad, särskilt Vårfrugatan som idag blott är en butiksgränd i norr och en busshållplats i söder.

## Gatunätet

Karta över Lund och Lunds roteindelning

Lunds stadskärna kan delas upp fyra rotar: Krafts, Vårfru, Clemens och Drottens. Dessa omfattar ungefär varsin fjärdedel av stadskärnan. Följande gator kan sägas utgöra gränser mellan rotarna:
- Bredgatan och Kyrkogatan mellan Clemens och Krafts rotar.
- Stora Södergatan mellan Drottens och Vårfru rotar.
- Östra och Västra Mårtensgatan mellan Krafts och Vårfru rotar.
- Gränsen mellan Clemens och Drottens rotar är ojämnare.

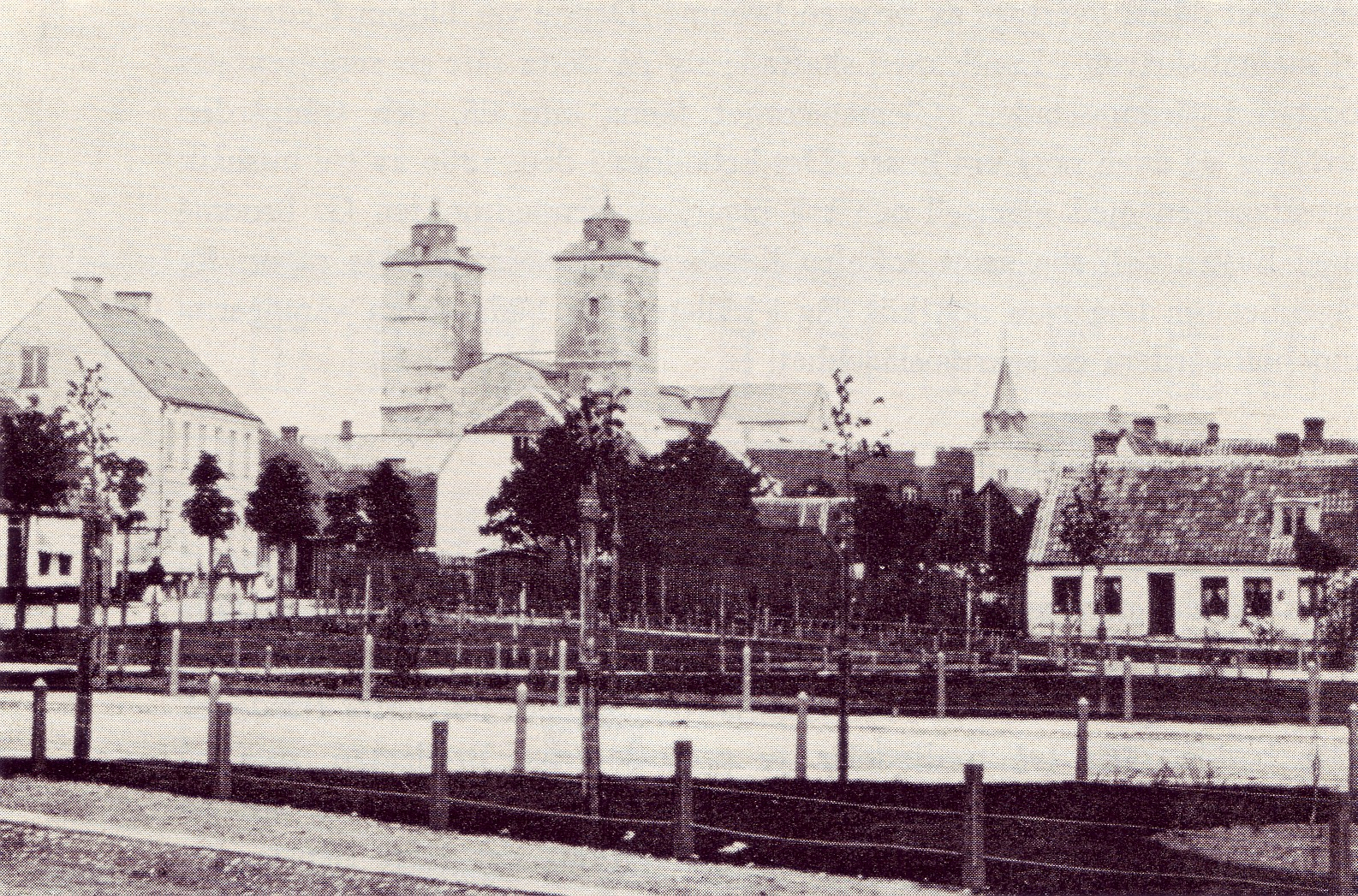
Bantorget i Lund kring 1865. Foto: B.A. Lindgren.

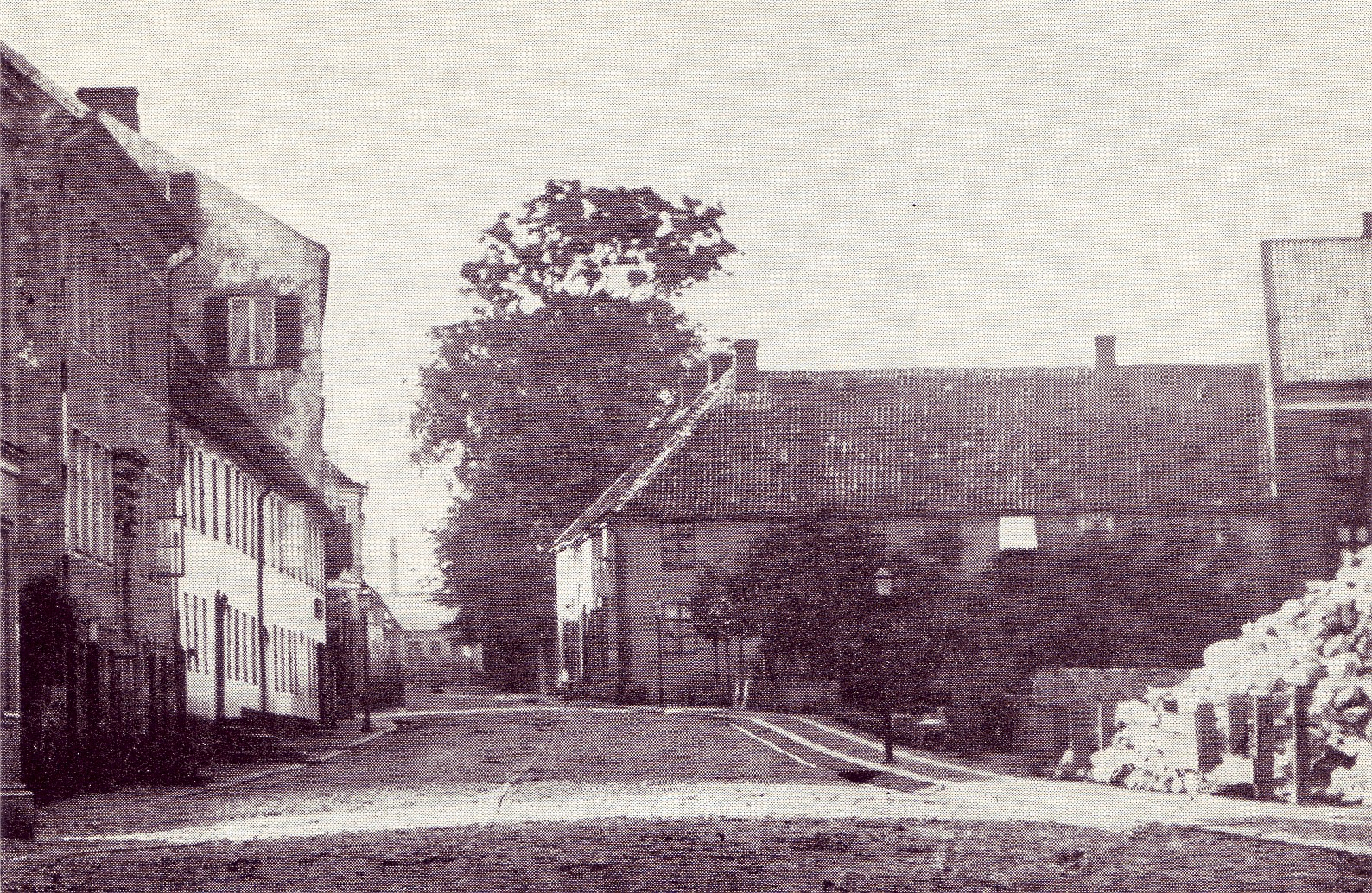
Kyrkogatan i Lund kring 1870. Foto: B.A. Lindgren.

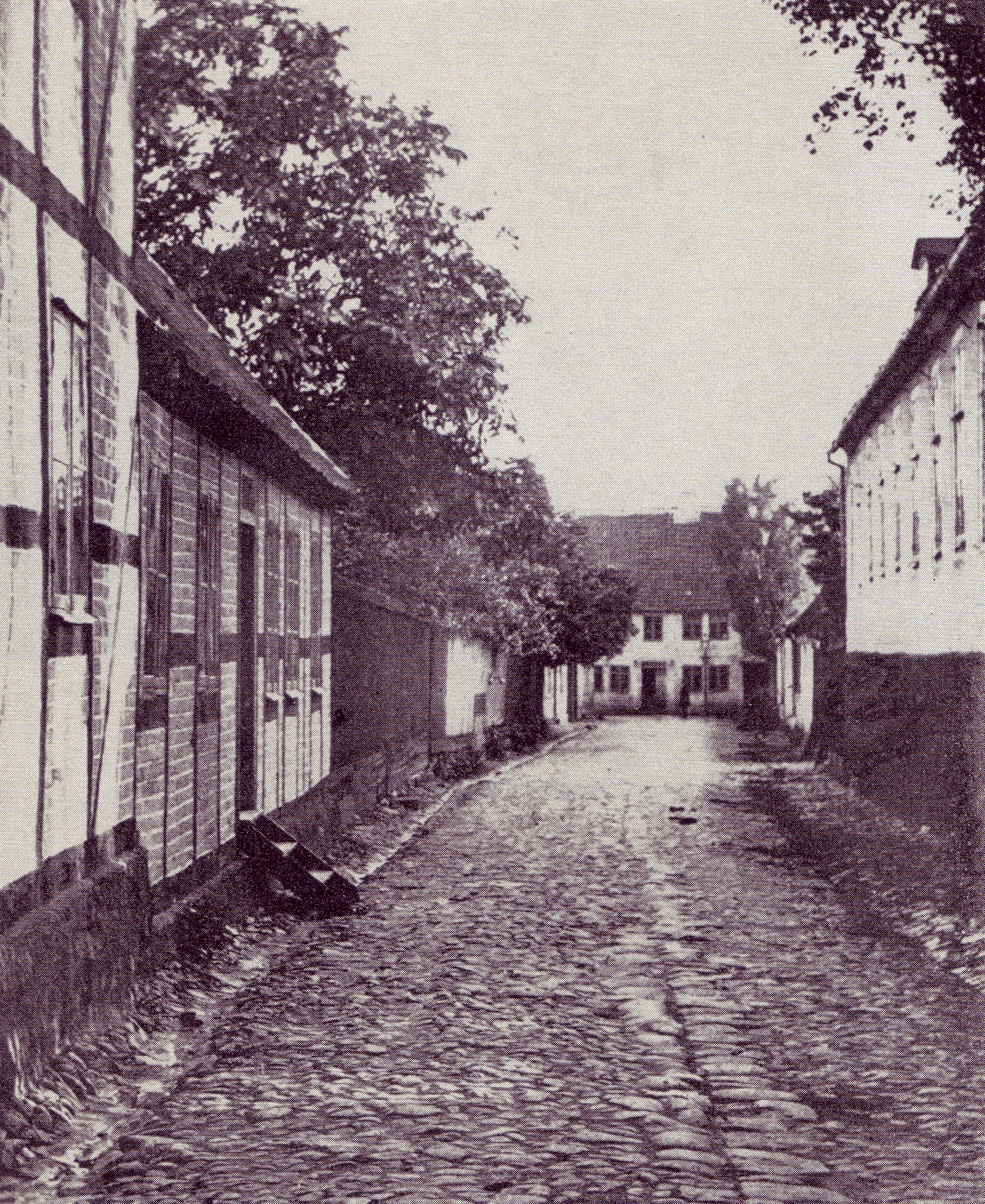
Gråbröders gränd i Lund (numera Winstrupsgatan) kring 1865. Foto: B.A. Lindgren.

### Clemens rote
- Bredgatan går från Lunds norra gräns och möter Kyrkogatan efter korsningen Sankt Petri kyrkogata-Paradisgatan.
- Bangatan går från övergången vid Trollebergsvägen, längs med järnvägsspåret fram till Clemenstorget.
- Bytaregatan från Bantorget till Clemenstorget.
- Clemensgatan var det forna namnet på Lilla Fiskaregatans östligaste del.
- Lilla Gråbrödersgatan mindre gata som går från Kyrkogatan till Winstrupsgatan.
- Lilla Fiskaregatan är en affärsgata som går mellan Stortorget och Bantorget. Dess östra del kallades tidigare Clemensgatan.
- Klostergatan är en affärsgata mellan domkyrkan och Bantorget. Gatan kallades från omkring 1890, särskilt bland studenter och skolungdomar, även "Bullis" (bildat av boulevard, trots att gatan ej haft trädplantering). Benämningen föll efter 1940-talet alltmer ur bruk.[2][3]
- Knut den Stores gata tillkom 1956 som en förbindelselänk mellan Bytaregatan och Bangatan[4][5]. Sträckningen omgestaltades senare till ett gångstråk och har sedermera (efter 1981) erhållit namnet Knut den Stores torg. Omkring 1990 fick gatans fortsättning med sträckningen Bytaregatan - Lilla Gråbrödersgatan namnet Knut den Stores gata. Detta tidigare namnlösa gångstråk kallades sedan gammalt på studentslang "Svarta havet". Benämningen uppges ha uppkommit på eftersom den inte var någon gata, därför ej stenlagd och endast bestående av nedtrampad kolsvart jord.[6] Passagen anordnades sannolikt i samband med tillkomsten av elverkets södra del 1927, medan det tidigare var möjligt att passera genom porten till Ohmska studentkasernen ("Omberg") vid Winstrupsgatan ned till Bytaregatan (enligt Ingers revs dock kasernen först 1933).[7]
- Kyrkogatan utgör en del av huvudgatan i Lund, d.v.s. sträckningen Bredgatan-Kyrkogatan-Stora Södergatan.
- Sankt Petri kyrkogata går från Bredgatan och universitetshuset till Clemenstorget.
- Stora Gråbrödersgatan är en gata som går från Lilla Fiskaregatan till Lilla Gråbrödersgatan.
- Winstrupsgatan är en mindre gata som går mellan Sankt Petri kyrkogata och Lilla Gråbrödersgatan. Tidigare kallades gatan Gråbröders gränd.

### Drottens rote
- Drottensgatan, gata mellan Stora Södergatan och Grönegatan. Gatan är ganska ny, tidigare låg Sankt Andreas kyrka (riven i och med reformationen 1536) där gatan mynnar ut i Stora Södergatan.
- Grönegatan, börjar vid Svanegatan och fortsätter ända fram till Lilla Fiskaregatan; går bland annat förbi Kvarteret Billegården.
- Gyllenkroks allé, gata anlagd i början av 1900-talet precis öster om allén Gyllenkrokska promenaden. Den började då vid Svanegatan och fortsatte fram till stadsvallen. På 1930-talet lät man gatan fortsätta ända ner till Södertull. Gatan är uppkallad efter Axel Gustaf Gyllenkrok och hette Gösta Gyllenkroksgatan fram till 1923 när nuvarande namn antogs.
- Kattesund är en gågata mellan Stora Södergatan och Grönegatan. Gatan kallades fram till 1920-talet Kattsundsgatan. Gatan är tämligen ny, den kom inte till förrän kyrkan S:t Drotten revs 1536.
- Magnus Stenbocksgatan, gata mellan Stora Södergatan och Gyllenkroks allé. Kom till under början av 1900-talet och bebyggdes snabbt med jugendhus.
- Nygatan (delvis i Clemens rote), går från Svanegatan till Bantorget. Anlades 1862.
- Sankt Månsgatan börjar vid Stålbrogatan och slutar vid Svanegatan. Gatan år uppkallad efter Sankt Magnus, på danska Sankt Mogens, senare försvenskat till Sankt Måns.
- Staffans gränd, en mindre, bredare genomfartsgata som går genom kvarteret Färgaren från Kattesund ner till Katedralskolan. Gatan kom till under 1950-talet (namnet föreslogs 1952)[8] som en återvändsgränd söderut från Kattesund och förlängdes under 1980-talet ned till Drottensgatan. Varuhuset Åhléns ligger ut mot gatan.
- Stora Fiskaregatan (delvis i Clemens rote), mindre gata mellan Grönegatan och Bantorget.
- Stålbrogatan är en liten gata som går från Grönegatan, där den i en klurig korsning möter Kattesund, innan den övergår i Sankt Månsgatan. Tidigare även kallad Stålbergsgatan.
- Svanegatan är en längre gata som börjar vid Stora Södergatan och fortsätter ända fram till järnvägen där den övergår till att bli Svanevägen.
- Västergatan börjar vid Sankt Månsgatan och fortsätter sedan fram till järnvägsspåret. På äldre kartor går den även över järnvägen fram till gasverket.
- Kvarteret Billegården ligger mellan Svanegatan, Grönegatan, Sankt Månsgatan och Stålbrogatan. I sydöstra delen av kvarteret låg fram till medeltiden Lilla Sankt Peters kyrka och kyrkogård. Arkeologiska undersökningar har genomförts i området, vilka visar att området var bebyggt redan under 1100-talet[9]. Från tiden före 1800 finns dock ingen bebyggelse bevarad och större delen av byggnadsbeståndet härrör från 1800-talet.

### Vårfru rote

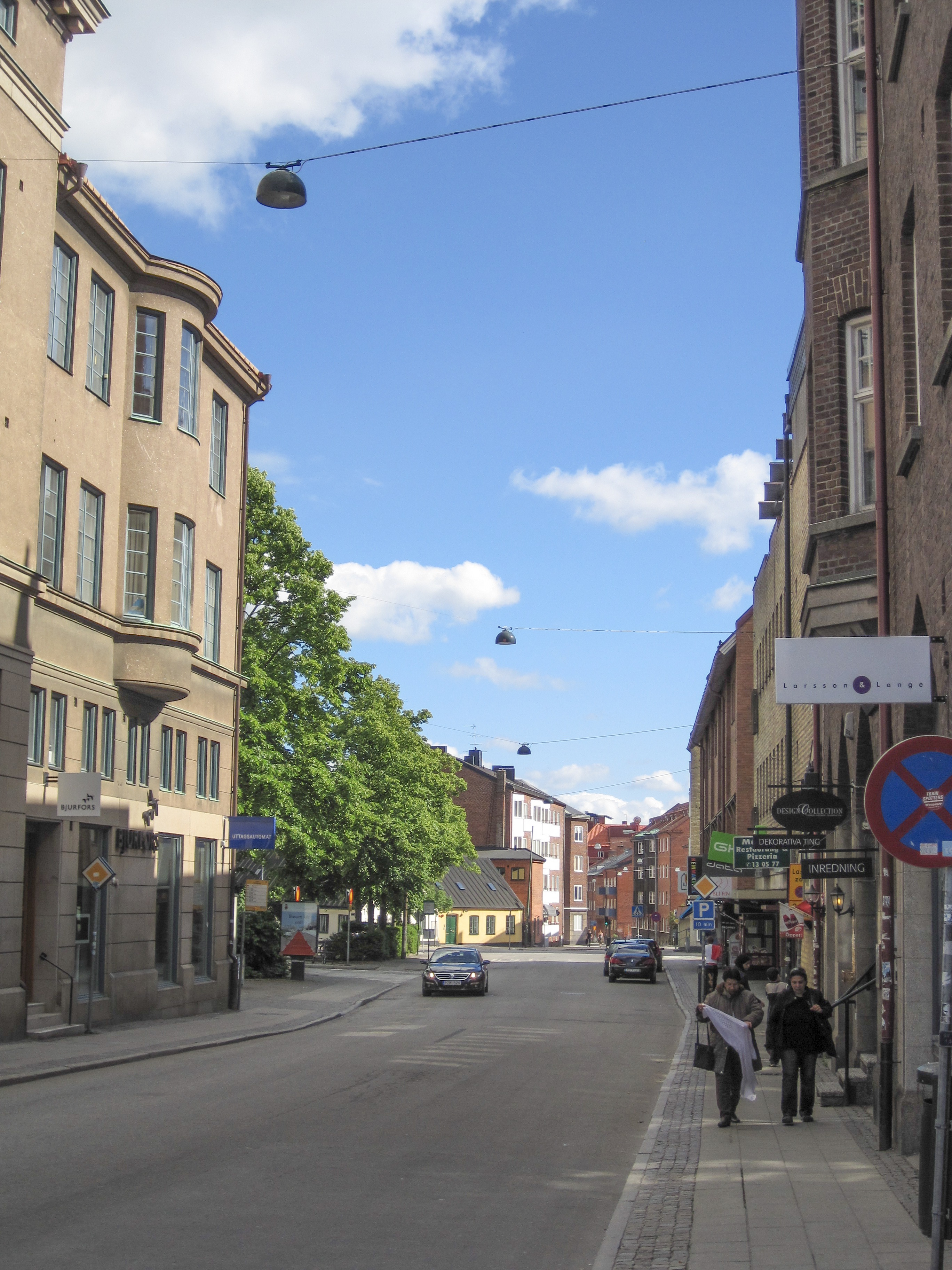
Bankgatan sedd från norr.

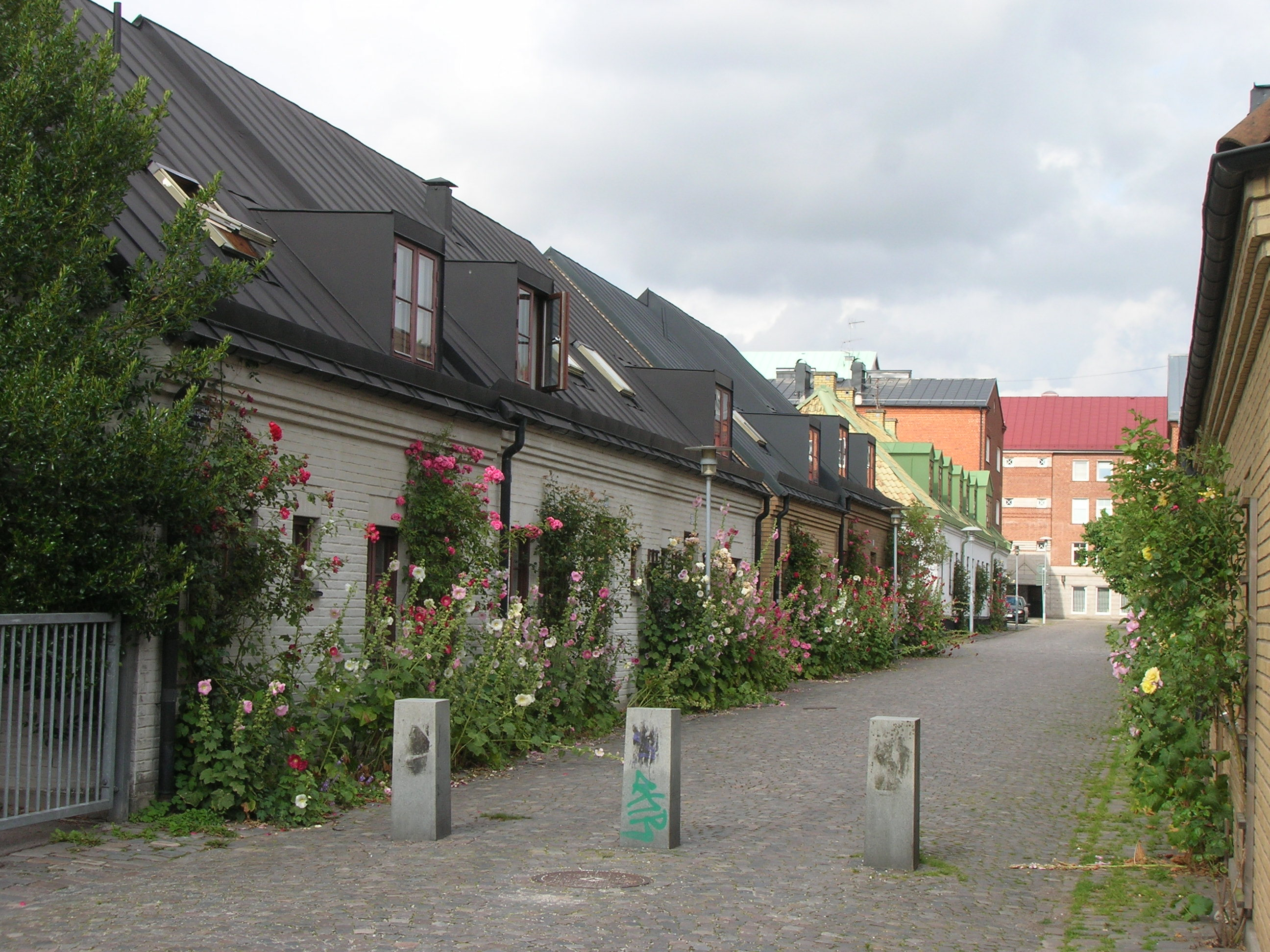
Korsgatan.

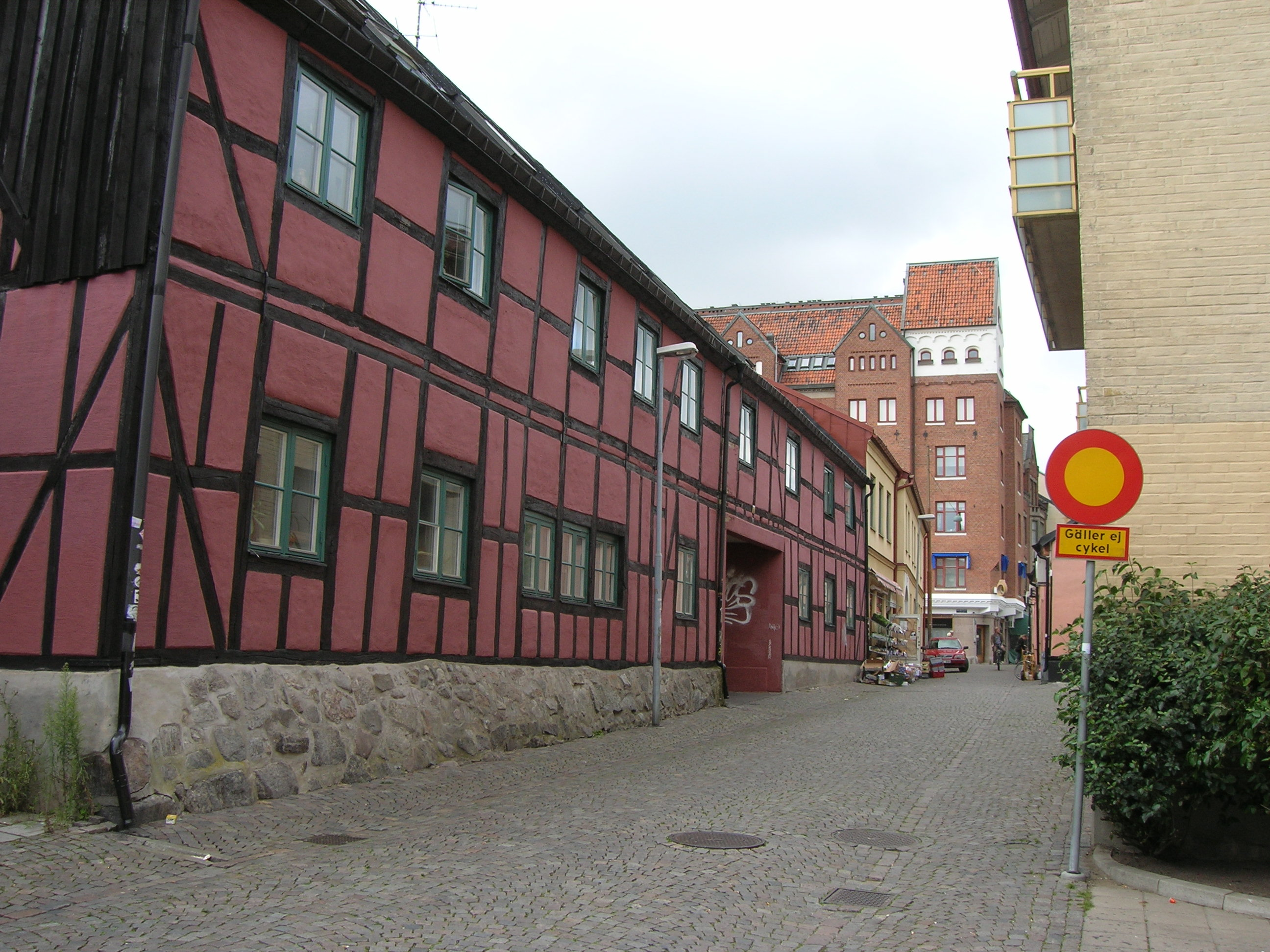
Lilla Södergatan sedd från söder.

- Bankgatan är en gata som går från Mårtenstorget till Lilla Tvärgatan, senare utvidgad ända ner till Södra Esplanaden. Dess norra del hette tidigare Norra Råttsträtet. Det gamla namnet försvann tillsammans med namnet Södra Råttsträtet under 1870-talet, troligen eftersom det ansågs opassande och ansågs knappast gynna gatan. Före gatans utläggning var den sydligaste delen tänkt att heta Östergatan, som kontrast till Västergatan i västligaste delen av Drottens rote - men detta namn användes aldrig och kommer troligtvis inte att införas.
- Grynmalaregatan går mellan Stora och Lilla Tvärgatan. Tidigare kallad Södra Råttsträtet. Det gamla namnet försvann tillsammans med namnet Norra Råttsträtet under 1870-talet, troligen eftersom det ansågs opassande och ansågs knappast gynna gatan.
- Helgeandsgatan är en nyare gata som går mellan Tullgatan och Prennegatan. Det tidigare namnet var Repslagaregatan, men detta byttes bara något år efter gatans utläggning.
- Hospitalsgatan är en liten parallellgata i Nöden, som går mellan Korsgatan och Södra Esplanaden.
- Korsgatan är en gata som korsar Nöden i öst-västlig riktning från Prennegatan till nuvarande Bankgatan.
- Lilla Södergatan löper parallellt med Stora Södergatan från Stora Tvärgatan till Västra Mårtensgatan.
- Lilla Tvärgatan börjar vid Stora Södergatan och för att sedan mynna ut vid Råbygatan tillsammans med Stora Tvärgatan.
- Mariagatan är en liten parallellgata i Nöden som går mellan Korsgatan och Södra Esplanaden.
- Prennegatan är en gata som går mellan Södra Esplanaden och Stora Tvärgata och som utgör Nödens västra gräns. Till skillnad från de övriga gatorna i Nöden är Prennegatan äldre, om än lika gammal som de medeltida gatorna i Lunds stadskärna. Öster om gatan låg före Nöden Ripas äng.
- Råbygatan börjar vid Mårtenstorget och fortsätter sedan söderut fram till Södra Esplanaden.
- Skolgatan är en gata som går från Råbygatan och Vårfruskolan, förbi Östra Vallgatan fram till Arkivgatan. Lades ut i början av 1900-talet.
- Stora Södergatan är en del av den gamla landsvägen söderut mot Trelleborg. Den börjar vid Stortorget och löper ner till Lunds stadskärnas södra gräns vid tidigare Söderport.Gatan har, beträffande den del där Stortorget börjar i söder och upp till där Kyrkogatan idag ansluter, kallats Torggatan.
- Stora Tvärgatan börjar vid Stora Södergatan där Svanegatan slutar och fortsätter sedan fram till Råbygatan.
- Trädgårdsgatan är en gata i Nöden som går mellan Stora Tvärgatan och Södra Esplanaden.
- Tullgatan är en liten gata mellan Södra Esplanaden och Stora Södergatan. Skapades 1929.
- Östergatan var det tidigare namnet på Bankgatans sydligaste del.

### Krafts rote
- Agardhsgatan är en nyare gata mellan Stora Tomegatan och Östra Vallgatan. Kom till 1930.
- Botulfsgatan börjar vid Stora Södergatan, korsar Vårfrugatan och fortsätter mot Mårtenstorget. Gatan lades inte ut förrän 1932-1935 och är en av de nyaste gatorna i Lunds stadskärna.
- Kiliansgatan, längre gata som ansluter Mårtenstorget och domkyrkan. Den nordligaste delen hade tidigare namnet Lilla Kungsgatan.
- Kungsgatan, mindre gata som går mellan Stortorget och domkyrkan. När Lilla Kungsgatan fanns kallades denna Stora Kungsgatan. I gammalt studentspråk kallades gatan "Käppslängaregränd" eller "Käppslängaresträtet" [10]
- Laboratoriegatan går mellan Östra Mårtensgatan och Magle lilla kyrkogata. Tidigare kallad Blåsegränd.
- Magle Lilla kyrkogata går från Östra Vallgatan till Kiliansgatan.
- Norra Vallgatan, liten gata mellan Bredgatan och Allhelgona kyrkogata. Gick tidigare från Bredgatan ända fram till Biskopsgatan.
- Skomakargatan går mellan Kiliansgatan och Stortorget. Dess västra del har sedermera blivit gågata.
- Svartbrödersgatan är en gata som går mellan Mårtenstorget/Botulfsgatan och Skomakaregatan. Tidigare kallad Döbelska strätet.
- Vårfrugatan är en liten gata som går mellan Skomakargatan och Västra Mårtensgatan. Dess norra sida utgörs numera av en gränd mellan två byggnader, medan dess södra del är en del av Botulfsplatsen. Har tidigare kallats Hästmöllaregatan eller Hästmöllaresträtet.

Karta över Kulturkvadranten

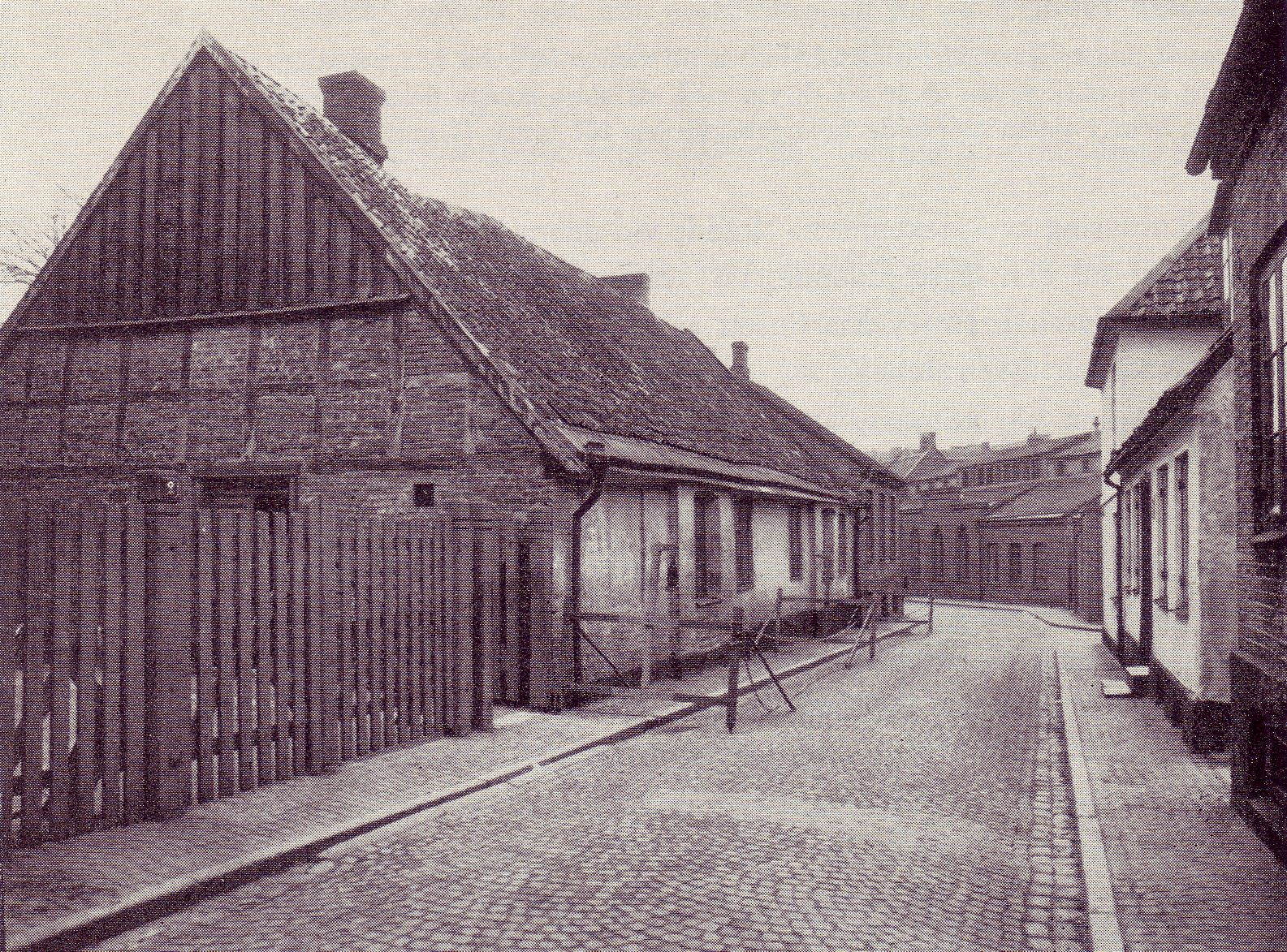
Södra Kosträtet i Lund, numera Själbodgatan, år 1861

### Kulturkvadranten
Se även huvudartikeln Kulturkvadranten.
Kulturkvadranten är en benämning ett område som ingår i Krafts rote.
- Adelgatan börjar vid Sankt Annegatan och AF-borgen, löper en bit, svänger upp vid Östgöta nation och passerar sedan Lilla Tomegatan till höger för att sluta vid Stora Tomegatan. Bebyggelsen på Adelgatan är främst äldre låga hus som är tätt byggda. Tidigare har gatan kallats Adelsgatan.
- Hjortgatan sträcker sig från Lilla Tomegatan till Stora Algatan/Lilla Algatan. Gatan kallades tillsammans med Lilla Tomegatan för Norra Kosträtet ända fram till 1860-talet.
- Lilla Tomegatansträcker sig från Hjortgatan till Adelgatan. Gatan är mycket gammal och härstammar från medeltiden. Lilla Tomegatan har även tidigare varit en benämning på Adelgatans rakare, sydvästligare del - medan den nordöstligare, svängande delen kallats Adelsgatan.
- Magle Stora kyrkogata är en gata som löper parallellt med Magle Lilla kyrkogata från Stora Tomegatan till Kiliansgatan.
- Paradisgatan härstammar från 900-talet och vid gatan finns gårdar som Wickmanska gården och universitetet. Fram till gatan sträckte sig fram till 1678 Ljusa gatan, en fram till samma år levande, lundensisk, medeltida/vikingatida gata, som samma år, efter branden den 11 augusti 1678, införlivades i Paradislyckan österom gatan - och därigenom försvann permanent ut ur gatunätet.
- Sandgatan härstammar från 900-talet. Den nordligaste gatan har tidigare kallats Helenesträtet.
- Sankt Annegatan ligger nära Lunds domkyrka och är troligtvis ungefär lika gammal som Lund som stad (d.v.s. slutet på 900-talet).
- Själbodgatan utgör fortsättningen på Hjortgatan. Kallades tidigare Södra Kosträtet.
- Stora Tomegatan är en gata i Lund. Gatan är en av Lunds äldsta. Tomegatorna har fått sina namn efter närbelägna S:t Tomas kyrka (riven i samband med danska reformationen 1536).
- Tomegapsgatan härstammar från när staden byggdes omkring 990 och utgjorde i forna dagar ett stort gap i Lunds norra stadsvall. Gatan sträcker sig från Sandgatan till Stora Tomegatan. Tomegapsgatan tillkom som gata ungefär när Lund grundades som stad. Den fick sitt namn efter Sanct Tomæ Gap; Sankt Tomas öppning i stadsvallen.
- Stora Sigridsgatan och Lilla Sigridsgatan är två kullerstensbelagda smågator som går mellan Stora Algatan och Själbodgatan. Båda gator lades ut 1875. I själva verken kan gatunamnen på dessa två gator tes aningen felaktiga, då Lilla Sigridsgatan inte är mindre eller kortare än Stora Sigridsgatan.

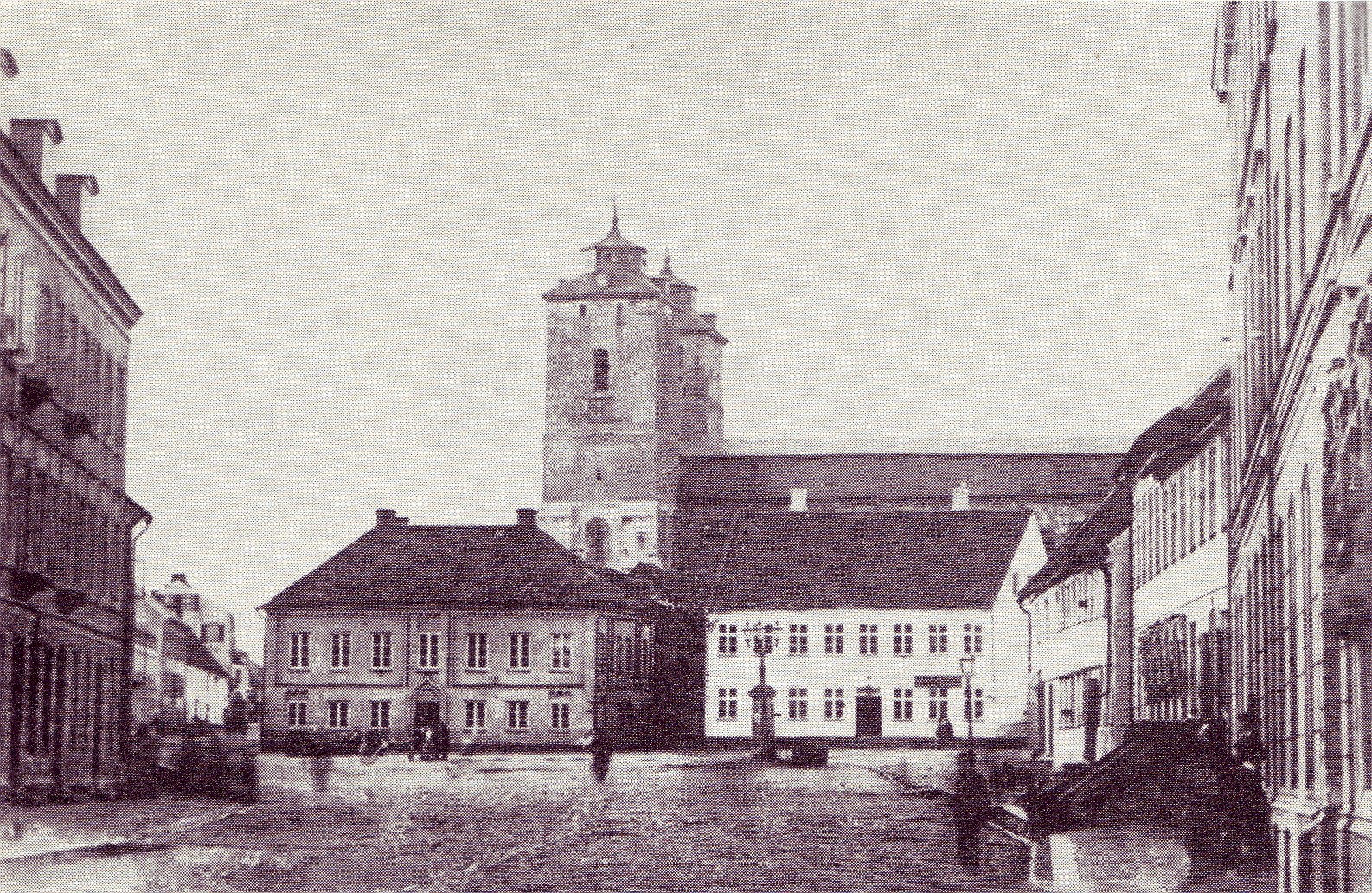
Stortorget i Lund under 1860-talet - innan Lilla Kyrkogatan blev bortsanerad (gatan är den smala gränd som går upp mot Domkyrkan). Byggnaden väster om denna är gamla rådhuset, uppfört 1841 och rivet 1913. På bilden syns även Domkyrkans gamla, medeltida torn.

## Rivna gator/utgångna gatunamn
- Algatan var fram till 1800-talets första hälft namnet på de båda gatorna Stora Algatan och Lilla Algatan i Lund.

- Blåsegatan var fram till 1860-talet namnet på Laboratoriegatan i Lund.

- Döbelska strätet var fram till 1860-talet namnet på Svartbrödersgatan i Lund.

- Gråbrödersgränd var fram till 1877 namnet på Winstrupsgatan i Lund (tidigare även Vinstrupsgatan).

- Hästmöllaresträtet var namnet på Vårfrugatan i Lund fram till 1860-talet då namnet ändrades till Wårfrugränd. Namnet kom av den hästdrivna kvarn som funnits vid gatan i forna dagar med som vid det tillfälle då namnet ändrades hade försvunnit sedan långt tillbaka.

- Kosträtet var fram till 1860-talet namnet på Hjortgatan och Själbodgatan i Kulturkvadranten  och tidigare även Lilla Tomegatan (många av dessa gator skiftade namn ofta och var aldrig officiellt fastställda, även den raka delen av Adelgatan har  kallats Lilla Tomegatan). Gatunamnet utgick troligen eftersom namnet var mycket föråldrat och förknippat med den medeltida staden - då kor inte längre gick runt i staden. Tidigare hette Själbodgatan Södra Kosträtet medan Hjortgatan norr om denna hette Norra Kosträtet.

- Lilla Kyrkogatan var den lilla gränd som gick mellan domkyrkan och Stortorget. Stortorgets nuvarande utformning kan härledas till tidiga 1900-talet och mitten av samma århundrade. Under 1900-talets första decennium färdigställdes sammanlagt tre bankpalats vid torget. Det är tre stora tegelbyggnader som finns kvar än idag på torgets norra, nordvästra och västra sida. Särskilt Sydsvenska Banken från 1915 kom att bli dominerande över torget. Bland annat ledde bygget av huset till att den medeltida väg (Lilla Kyrkogatan) som fanns mellan Domkyrkan och Stortorget försvann, och att man sedan dess inte kunnat se Domkyrkan från torget.

- Ljusesträtet, alternativt Ljusa gatan, Liwsegade eller liknande, var en gata i Lund. Gatan sträckte sig mellan Paradisgatan och Biskopsgatan i Lund, men revs strax efter branden år 1678 och införlivades då i Paradislyckan. Gatan är en av de få gator som rivits i Lund, i övrigt är det medeltida gatunätet nästan helt intakt (med undantag av få regleringar). Detta kan sägas göra Ljusesträtet intressant ur en kulturhistorisk synpunkt. Ljusesträtet har även tidvis haft namnet Thet helghene kyrckiostrede, den heliga kyrkogatan, troligen av anledning att någon form av kyrka legat nära gatan. Namnet kan också anspela på domkyrkan söder om gatan, mot vilken gatan sträckte sig. Ljusesträtet tillhörde det äldsta gatunätet i Lund och härstammade troligen, liksom de övriga gatorna i Kulturkvadranten, från stadens grundläggande strax före 990.

- Norra Råttsträtet och Södra Råttsträtet var namnen på Bankgatans nordligaste del respektive Grynmalaregatan i Lund fram till 1870-talet. De gamla namnen försvann troligen eftersom det ansågs opassande och ansågs knappast gynna gatan. Råttor förknippades gärna med slum och problem - vilket Lund när staden växte inte gärna ville förknippas med.

- Torggatan var i forna dagar namnet på den del av Stora Södergatan som ligger mellan Stortorgets nordligaste del och dess sydligaste (idag där Botulfsgatan börjar och fortsätter mot Mårtenstorget).

- "Tvärgata", det dåvarande namnet på Stora Fiskaregatan (1700-talet), var fram till ca 1795 förlängd in i kvarteret Sankt Clemens norr om Kattesund. Denna del revs troligen strax före sekelskiftet 1800. Vid denna tid hette Stora Fiskaregatan alltså blott Tvärgata, och hade med undantag förlängningen in i kvarteret norr om Kattesund, samma sträckning som idag.

## Handel och service
Handeln i centrala Lund utmärks av många små butiker i gatuplanet. De flesta mindre butikerna finns vid torgen och några gator, såsom Lilla Fiskaregatan och Östra och Västra Mårtensgatan.
År 2010 beräknades det finnas 167 arbetsställen för handel i med 1550 anställda i handelsområdet Lunds centrum. Enligt en ny avgränsning för år 2015 beräknades det finnas 149 arbetsställen för detaljhandel med 1000 anställda i handelsområdet H1281006 som huvudsakligen låg i stadskärnan. År 2017 beräknades det finnas runt 600 verksamheter i city.
Torghandel bedrivs främst på Mårtenstorget och i viss mån Clemenstorget. Stortorget har historiskt använts för handel.
Bland fastigheter för handel kan nämnas:
- Saluhallen, ursprungligen invigd 1909 som traditionell saluhall. Därefter renoverad i omgångar.
- Domushuset/Brunius vid Mårtenstorget. Ursprungligen flera byggnader, varav en inhyste Epa från 1931 och en annan en kooperativ butik. Epa flyttade på 1950-talet och dess fastighet tog över av konsumentföreningen som byggde ett Domusvaruhus på platsen.
- Epavaruhuset på Stora Södergatan 6a invid Stäket. Byggdes 1954 för Epa. Epa blev med tiden Åhléns och dess livsmedelsavdelning blev Vivo, senare Hemköp. Hemköp stängde år 2010.[14] År 2015 valde även Åhléns att lämna fastigheten.[15]
- Fokushuset, vid Clementstorget. Byggdes 1977 och har en större Ica-butik i bottenplanet.
- Carl Werner-gallerian, vid Stortorget. Tidigare ett vanligt stadshus med butik i bottenplan som revs och byggdes upp igenom som en galleria. Gallerian avvecklades under 2015 och ersattes av Åhléns som öppnade där den 30 januari 2016.[16]

## Transport
Botulfsplatsen är sedan 1967 knutpunkt för Lunds stadsbussar och busstrafikens sex huvudlinjer går genom stadskärnan. Alla huvudbusslinjer passerar även Lunds centralstation. Centralstationen ligger nära Clemenstorget, varifrån Lunds spårvägslinje utgår sedan december 2020.